# Pavillon blanc Henri-Molina
Le Pavillon blanc Henri-Molina, nommé Pavillon Blanc Médiathèque | Centre d'art de Colomiers avant juin 2016, se situe au cœur de la commune, place Alex Raymond, sur le parvis de l'Hôtel de Ville. Le bâtiment est l’œuvre de l'architecte Rudy Ricciotti. L'établissement a ouvert ses portes en juin 2011. Il abrite un Centre d'art contemporain et une médiathèque.

## Projet architectural
Conçu par l’architecte Rudy Ricciotti, lauréat du concours en octobre 2005, le Pavillon Blanc se déploie sur 5 830 m2. Le bâtiment présente une coque de béton blanc teinté dans la masse de 150 mètres de long, de 12,50 mètres de hauteur et de 25 centimètres d'épaisseur, sans autres fenêtres que des ouvertures en forme de gouttes. La façade vitrée, côté parvis, est couverte d'un tissu de filins d'acier. Ainsi, le quadrilatère se compose d'un côté vitré et de trois en béton aux formes courbes. Les travaux ont débuté en juillet 2008 et le bâtiment a été livré en février 2011.
Il comporte deux niveaux accessibles au public, un rez-de-chaussée consacré au centre d'art, à l'accueil des publics, à l'atelier créatif, aux conférences et rencontres et aux collections de littérature de fiction, et un étage consacré à la médiathèque et à la ludothèque. L'espace est ouvert car le premier étage constitue une grande coursive autour du puits de lumière du plafond. De grandes colonnes parcourues de haut en bas par un ruban gris soutiennent le premier étage et montent jusqu'au plafond de l'édifice. Au centre de l'atrium était installé un palmier dans une grande cuve de terre, il a été retiré en juin 2015. Ainsi les lecteurs pouvaient lire sur des transats sous les feuilles de cet arbre exotique.
Le bâtiment renferme une salle d'exposition, deux auditoriums, un atelier créatif, une ludothèque et deux plateaux consacrés aux ouvrages de la médiathèque.

## Projet culturel
Le Pavillon blanc Henri-Molina rassemble deux structures, une médiathèque et un centre d'art contemporain. Le projet visait à réunir les 4 anciennes bibliothèques municipales avec le centre d'art contemporain déjà existant dans un seul et même lieu, très moderne et plus central. Cette singularité, réunissant à la fois l’image et l’écriture, a pris le parti de la jeune création, notamment au travers de sa programmation artistique et culturelle. Le Centre d'art organise trois expositions annuelles et des événements associés (édition, résidence). 
La médiathèque abrite plus de 100 000 documents, plus de 16 000 CD et DVD, ainsi que des ressources numériques. Des ordinateurs sont également mis à disposition gratuitement. 
En 2023, le Pavillon blanc ouvre son atelier créatif, un espace dans lequel sont mis à disposition des abonnés des outils de création plastiques et numériques (imprimantes 3D, plotters de découpe, machines à coudre...). Les abonnés peuvent aussi bénéficier de séances d'initiation à ces outils et techniques.  
Depuis janvier 2024, le Pavillon blanc offre un espace ludothèque au 1er étage du bâtiment, avec une large sélection de jeux à emprunter et un espace pour jouer sur place gratuitement. 

## Expositions
2011
- Gilles Barbier, 15 juin au 27 août 2011
- Edouard Baribeaud et Chris Johanson, 23 septembre - 17 décembre 2011

2012
- Dans les profondeurs d'une forêt, de préférence auprès d'un torrent, Elvire Bonduelle, Sammy Engrammer, Eden Morfaux, Estefania Peñafiel Loaiza, Julien Prévieux, Yann Sérandour, Frédéric Tescner, Sébastien Vonier, 28 janvier - 21 avril 2012
- Fernando Bryce & Andrea Mastrovito, 28 septembre - 8 décembre 2012[4]

2013
- La table de pique-nique architecture, Benedetto Bufalino, 22 juin 2013 - 15 septembre 2013
- Jordi Colomer, 24 mai 2013 - 31 août 2013
- La visite des lycéens, Ruppert et Mulot, 27 septembre - 21 décembre 2013[5]

2014
- Étrange nature, Kate Atkin, Cécile Beau, Emilie Benoist, Hicham Berrada, 25 janvier - 26 avril 2014
- Cuesta verde, Rémi Groussin, 24 mai - 30 août 2014[6]
- Un voyage à travers les cartes, Yūichi Yokoyama, 27 septembre - 20 décembre 2014

2015
- Les témoins, Mazaccio & Drowilal, Radenko Milak, Andreï Molodkine, Yao Qingmei, 24 janvier - 25 avril 2015
- Rerum novarum, Vincent Olinet, 30 mai - 29 août 2015[7]
- David B. Portraits de mon frère et du roi du monde, 26 septembre 2015 - 2 janvier 2016

2016
- Les joueurs, Étienne Cliquet, Fanette Mellier, Uta Eisenreich et Ernesto Sartori, 30 janvier - 14 mai 2016
- Papillons de nuits, Bruno Peinado, 18 juin 2016 - 27 août 2016
- Le nom d'une île, Abdelkader Benchamma, Claire Braud, Béatrice Cussol, Stathis Tsemberlidis, 23 septembre 2016 - 23 décembre 2016

2017
- Infiniment le pays des étoiles, Caroline Corbasson, Fred Biesmans, Simon Ripoll-Hurier, 28 janvier - 13 mai 2017[8]
- Sur le fil, Stéphane Thidet, 17 juin - 23 septembre 2017[9]
- La visite dessinée, Julia Marti et les œuvres issues des collections du FRAC Occitanie, 14 octobre 2017 - 6 janvier 2018

2018
- Profils, Émilie Brout & Maxime Marion, Elsa Parra & Johanna Benaïnous, Pauline Zenk, Jean Boîte Editions, 3 février - 12 mai 2018[10]
- Sur la route, Théo Lacroix, Grégoire Romanet, AAA Corp, Atelier Van Lieshout, N55, Anna Drobova, 9 juin - 25 août 2018[11]
- Grottesques, Sylvie Auvray, Florent Dubois, Amandine Meyer, 21 septembre 2018 - 5 janvier 2019[12]

2019
- Ubik, Hugo Arcier, Alain Bublex, H5, Kolkoz, Jonathan Vinel, 3 Hit Combo, 2 février - 18 mai 2019[13]
- Zone de confort, Myr Muratet, 15 juin - 14 septembre 2019

2020
- S'attabler, Eden Morfaux, Building Paris, Stéphanie Lacombe, Geoffroy Mathieu et La Bibliothèque Grise, 1er février -  22 août 2020
- Cachée ou pas, j'arrive !, Camille Jourdy et Lolita Séchan, 13 novembre - 24 décembre 2020
- Solos, Margaux Meissonnier, Paul d’Orlando, Noémie Honein, Elie Huault et Laurie Agusti, 13 novembre - 24 décembre

2021
- Les intruses, Randa Maroufi, 30 janvier - 24 avril 2021
- Il faut qu'une porte soit ouverte ou fermée, exposition des diplômé·e·s en art, design et design graphique 2020-2021 de l’isdaT, 24 septembre - 30 octobre 2021
- L'étoffe des rêves, Charles Le Hyaric, Benoît Guimier, Rebecca Konforti, Fleur Oury et des œuvres de la collection des Abattoirs Musée-Frac Occitanie Toulouse sélectionnées par la classe de 4e 5 du collège Léon-Blum, septembre - octobre 2021
- Méandres, Christian Lhopital, 19 septembre - 31 octobre 2021

2022
- Les idées sont de drôles de bestioles, Isabelle Simler, 19 janvier - 23 avril 2022
- Où sont nos racines ?, Claire Sauvaget, 22 janvier - 5 mars 2022
- Derrière le Monde, Frederik Peeters, 15 octobre 2022 - 11 février 2023
- Dans ta chambre, Magali  Le Huche, 18 novembre 2022 - 11 février 2023

2023
- Si les larmes coulent comme la sève, Louise Duneton, 18 mars - 27 mai 2023
- Autopsie plastique, Marlène Côtelette, 17 juin - 26 août 2023
- Beau jeu, mauvais genre, Chloé Wary, Lila Neutre et Anne-Margot Ramstein, septembre - décembre 2023

2024
- Jeu, fête et match, Julia Borderie, 19 janvier - 27 avril 2024
- Au-delà du terrain, Emma Riviera et Camilo Léon-Quijano, 31 mai - 31 août 2024
- Cohabiter avec le vivant, Tiphaine Calmettes, Marine Schneider et Jérémie Moreau, 27 septembre - 14 décembre 2024

2025
- Devenir cité, Clément Richem, 24 janvier - 26 avril 2025